# Excel·lentíssims cadàvers
Excel·lentíssims cadàvers (títol original: Cadaveri eccellenti) és una pel·lícula franco-italiana dirigida per Francesco Rosi, el 1976, adaptació de la novel·la Il Contesto de Leonardo Sciascia, publicada el 1971. Ha estat doblada al català.

## Argument
L'inspector Amerigo Rogas porta la investigació després d'una sèrie d'homicidis que afecten la magistratura italiana. Com més avança, més es troba pres en el context polític de la Itàlia dels « anys de plom », quan el temor d'una revolució va inspirar al poder l'enfrontament entre dues opcions: la « estratègia de la tensió » i la del « compromís històric ». Aquesta pel·lícula dona a veure la manera com la « teoria de la conspiració » és menys una opinió que un dispositiu.

## Decoració
El començament de la pel·lícula de Rosi ha estat rodada en les Catacombes dels Caputxins de Palerm. S'hi veu un llarg pla en el qual Charles Vanel travessa un dels passadissos al llarg del qual s'exposen les famoses mòmies que daten dels segles xviii i xix.

## Repartiment
- Lino Ventura: Inspector Amerigo Rogas
- Tino Carraro: El cap de la polícia
- Marcel Bozzuffi: El gandul
- Paolo Bonacelli: Doctor Maxia
- Alain Cuny: Jutge Rasto
- Maria Carta: Madame Cres
- Luigi Pistilli: Cusan
- Tina Aumont: La Prostituta
- Renato Salvatori: Comissari de policia
- Paolo Graziosi: Galano
- Anna Proclemer: esposa de Nocio
- Fernando Rey: Ministre de l'interior
- Max von Sydow: President de la Cor Suprema
- Charles Vanel: Procurador Varga
- Claudio Nicastro: General
- Carlo Tamberlani: Capellà
- Alfonso Gatto: Nocio